# Microhyla chakrapanii
Microhyla chakrapanii là một loài ếch trong họ Microhylidae. Nó là một loài đặc hữu của quần đảo Andaman.